# Manuel de Oms y de Santa Pau
Manuel de Oms y de Santa Pau, primo marchese di Castelldosrius (Barcellona, 1651 – Lima, 24 aprile 1710), è stato un diplomatico, letterato ed amministratore coloniale spagnolo, al 7 luglio 1707 al 22 aprile 1710 fu viceré del Perù.

## Biografia
Manuel de Oms y de Santa Pau appartenne ad una nobile famiglia della Catalogna, Fu governatore di Tarragona dal 1677 ed ambasciatore in Portogallo dal 1681. Nel 1698 Carlo II di Spagna, ultimo re spagnolo degli Asburgo, lo nominò proprio ambasciatore alla corte di Luigi XIV a Parigi. Oms fu un francofilo che sostenne la causa Borbone nella guerra di successione spagnola. Nel corso della guerra prese le parti del duca di Anjou, futuro Filippo V di Spagna. Fu lui ad informare il re francese del fatto che Carlo aveva nominato il duca d'Anjou come suo erede, con le parole Señor, desde este momento no hay Pirineos ("Signore, da questo momento non ci sono più Pirenei").
Come ricompensa per il suo sostegno, Filippo V lo nominò viceré del Perù nel 1704, anche se in realtà assunse l'incarico solo nel 1707.

### Viceré del Perù
Assunse l'incarico di viceré il 7 luglio 1707. Riuscì ad inviare grandi quantità di denaro (1 600 000 pesos) al re per coprire i costi della guerra. Questo fu possibile anche a causa della scoperta delle miniere di Caraboya. La raccolta di soldi provocò numerose proteste, specialmente tra i mercanti, intentarono causa più volte al viceré presso il Tribunal del Consulado. I mercanti si opponevano anche all'apertura del porto di Callao alle navi francesi.
A questo problema se ne aggiunsero altri: l'incremento del contrabbando francese e gli attacchi inglesi sulla costa, soprattutto quelli di Charles Wager e Thomas Colb del 1708 e di Woodes Rogers tra il 1709 ed il 1711. Per gestire questi attacchi il viceré tentò di formare una marina, reclutando uomini tramite una tassa.
Nel 1709 fu accusato di appropriazione indebita e favoreggiamento del contrabbando. Le merci francesi avevano saturato il mercato, e molte di loro erano state sbarcate a Pisco senza il pagamento delle tasse. Pisco era un piccolo porto a circa 200 km a sud di Lima. Membri della famiglia del viceré erano apparentemente coinvolti nel contrabbando. Fu quasi subito rimosso dal suo incarico, ma il supporto del re e la quantità di denaro mandato in Spagna operarono in suo favore. Le sue proprietà in Catalogna furono però confiscate, e restituite ai suoi eredi nel 1714.
Raggiunse un accordo coi mercanti, grazie al quale in cambio del loro aiuto finanziario avrebbe espulso i francesi dal vicereame. Questo non fu un successo, dato che le navi tesoriere che viaggiavano da Panama alla Spagna persero la protezione dei francesi, e divennero vulnerabili agli attacchi dei britannici insediati in Giamaica.

## Cultura
Era un uomo istruito ed acculturato, oltre che un letterato. Tradusse gli inni di Tommaso d'Aquino e scrisse i drammi El Mejor Escudo de Perseo e Triunfos del Amor y del Poder, e l'opera comica A cantar un villancico. Fondò un'accademia letteraria il 23 settembre 1709 promuovendo discussioni letterarie settimanali a palazzo che richiamarono alcuni dei migliori scrittori di Lima. Tra questi vi era il famoso studioso creolo Pedro Peralta y Barnuevo. Fu il mecenate di molti poeti indigeni. Introdusse la moda francese ed italiana nel vicereame, e compose alcune opere musicali.
Il musicista italiano Rocco Cerruti (1688-1760) giunse in Perù con il viceré.

## Morte
Manuel de Oms y de Santa Pau morì a Lima il 24 aprile 1710. Il suo cuore fu riportato in Spagna, mentre il corpo fu inumato a San Francisco (Lima). Miguel Núñez de Sanabria, presidente della Audiencia di Lima, assunse l'incarico di viceré ad interim.